# Gartow
Gartow là một đô thị của huyện Lüchow-Dannenberg, bang Niedersachsen, Đức. Đô thị này có diện tích 28,28 km². Đô thị này nằm ở mũi cực đông của Lower Saxony, bên sông Elbe, cự ly khoảng 30 km về phía đông bắc của Salzwedel, và 20 km về phía tây của Wittenberge. Gartow là thủ phủ của Samtgemeinde ("đô thị tập thể") Gartow.